# Széll Sámuel
Széll Sámuel (Vetés (Szatmár vármegye), 1797. február 22. – Hódmezővásárhely, 1871. november 8.) református lelkész, táblabíró, jegyző.

## Életrajz
Széll György református lelkész és Erdélyi Fekete Borbála fia. 1810-ben a debreceni főiskolába ment, hol a költészeti osztályban a klasszikusok ismerete által, úgyszintén a verselésben, rajzolásban és metszésben is kitűnt. 1813-ban lépett a felső osztályba; 1821 és 1822-ben a költészeti osztály köztanítója volt; 1822-23-ban a német nyelv megtanulása végett Eperjesen tartózkodott. 1824 végén és 1825 elején mint főiskolai senior az éneklőkar vezetése mellett a német nyelvet tanította. 1825-ben a bécsi protestáns intézetet látogatta; 1826-ban az akkori szuperintendens vette maga mellé káplánnak és Záhány József debreceni tanárnak a francia nyelvtana készítésében segítségére volt. 1827 tavaszán Hódmezővásárhelyre lelkésznek megválasztatott, hol gondjait és tudományát a gimnáziumra és a népiskolákra is kiterjesztette; miközben a békés-bánáti egyházmegyének jegyzőjévé, majd tanácsbirájává is megválasztatott. Csongrád megye táblabírája és bizottmányi tagja volt.
Költeményei a Pallas Debrecinában, a Péczely Lantjában (Debreczen, 1832), Igaz Sámuel Hebejében sat.

## Munkái
1. Carmen gratulatorium Dno Esaiae Budae, cum munus superintendentis in vener. superintendentia helv. conf. Transtibiscana die 9-a Augusti Anno 1822. magno omnium plausu auspicaretur, pio animo oblatum. Debrecini, 1822.
2. Seren. Magnae Britanniae regio haereditario principi, Ernesto Augusto, Cambriae duci, dum in itinere in Hungariam suscepto liber. et reg. civitatem Debreczen inviseret, nomine collegii helv. conf. Debrecinensis humillime oblatum anno 1822. die 5-ta Septembris. Uo. 1822. (Költemény).
3. Örvendező versek a nemes magyar nemzethez, midőn Rómában lakó magyar Ferenczy István, néhai nevezetes poéta Csokonai Vitéz Mihálynak mellképét a debreczeni helv. hitv. kollegiumnak ajándékban küldötte. Uo. 1823. (Latin és magyar szöveg).
4. A tiszta szív, és annak jutalma, melyet Kis-Mányai Hangyás Lidia asszonynak, idősbb Kováts Márton úr... élete párjának utolsó tisztességtételének megadására... egy halotti tanításban előadott decz. 12. 1829. Szeged, 1830.

Kéziratban: Extractus Mythologiae (melyet tanítósága alatt a debreczeni fő- és más iskolákban is tanítottak); A hódmezővásárhelyi ref. egyház története.